# Rózsaffy Dezső
Rózsaffy Dezső (Budapest, 1877. július 22. – Budapest, Erzsébetváros, 1937. november 19.) művészettörténész, festőművész, múzeumigazgató.

## Élete
Rózsaffy Alajos (1833–1910) rendőrségi főorvos és Burger Malvina (1851–1907) fia. 1901-ben a Budapesti Tudományegyetemen művészettörténeti doktorátust szerzett. Festeni 1902 és 1909 között a magyar fővárosban, Nagybányán, Münchenben és Párizsban tanult. Először 1906-ban, majd 1907-ben és 1908-ban is, szerepelt képeivel a párizsi Salon d’Automne tárlatán. 1908 és 1910 között a párizsi Le Grande Revue című újság rajzolója volt. Ezután hazatért és Az Újság műkritikusaként működött. 1912-ben kinevezték a budapesti Szépművészeti Múzeum könyvtárának és modern szoborosztályának igazgató-őrévé, amely tisztséget haláláig viselt. 1915-től Budapesten is voltak csoportos és gyűjteményes kiállításai. 1920-ban a Nemzeti Szalonban volt kollektív kiállítása, 1928-ban az Ernst Múzeumban vett részt csoportos kiállításon, majd 1933-ban a Fränkel Szalonban nyílt meg második kollektív kiállítása. 1929-ben a Barcelonai Világkiállításon ezüstérmet nyert. Tagja volt a Paál László Társaságnak, meghívott tagja a Szinyei Merse Pál Társaságnak és tiszteleti tagja az Új Művészek Egyesületének. Számos tanulmányt, cikket írt hazai és külföldi lapokba és folyóiratokba. Ismertette hazai festők művészetét francia nyelvű cikkekben, többek között a Gazette des Beaux-Arts című művészeti szemlében 1926 és 1929 között. 1929-ben megkapta a francia Becsületrend lovagi keresztjét a francia-magyar művészeti kapcsolatok fejlesztése körül végzett munkásságának elismeréséül. Halálát tüdőgyulladás, szívbénulás okozta. 1939-ben emlékkiállítást rendeztek műveiből az Ernst Múzeumban. Több képe a Magyar Nemzeti Galéria gyűjteményében található.
A budapesti Farkasréti temetőben helyezték végső nyugalomra.

## Családja
Felesége az orosz származású Lempiczky Olga Alexandrovna (1881–1946) festőművész volt, akit 1910. október 6-án Budapesten, az Erzsébetvárosban vett nőül.
Három gyermekük született:
- Rózsaffy Dezső (Párizs, 1907–?)
- Rózsaffy Péter György (Neuville-sous-Montreuil, 1908–?)
- Rózsaffy Lucián Agáta, Lucy (Gödöllő, 1911–?), Rihmer Pál Elek építészmérnök felesége.